# 桐林館
桐林館（とうりんかん）は、三重県いなべ市北勢町阿下喜1980番地にある建築物。登録有形文化財。
1937年（昭和12年）に竣工したいなべ市立阿下喜小学校の木造校舎を移築保存したものである。当初の阿下喜小学校の校庭には多数の桐が植えられており、阿下喜小学校の校章は桐をモチーフとしてる。桐林館という名称はこのことに因んでいる。

## 歴史
- 1937年（昭和12年）3月 - 阿下喜町立尋常小学校校舎（北町校舎）として竣工[3]。
- 1981年（昭和56年） - 北勢町立阿下喜小学校が鳥坂野（鳥坂野校舎）に移転[3]。
- 1984年（昭和59年）2月 - 第一線校舎の一部を移築保存し、文化資料保存施設 桐林館が開館[3]。
- 2014年（平成26年）10月7日 - 「桐林館（旧阿下喜小学校校舎）」「旧阿下喜小学校門及び石柵」が登録有形文化財（建造物）に登録される[5][4]。
- 2017年（平成29年）7月7日 - 職員室に桐林館喫茶室が開店[6][4]。
- 2020年（令和2年）8月 - 新型コロナウイルス感染症の世界的流行で休業していた桐林館喫茶室が "筆談カフェ" として再開[7]。

## 建築

### 校舎
1937年（昭和12年）に北町校舎が完成した当時、東西に長い三棟の校舎が並んでおり、東西と中央に渡り廊下が設けられていた。校舎の屋根には青色の瓦が用いられ、屋根の中央には小塔が、屋根の左右には換気窓が設けられていた。最も南側にあった校舎（第一線校舎）の一部を縮小し、数十メートル北側に移築保存されている。
保存されている校舎には4の教室があり、それぞれ校長室、特別教室、職員室、準備室として使用されていた。このうち校長室と職員室の天井には格天井が用いられていた。1984年（昭和59年）に校舎を資料館とするにあたって、1964年（昭和39年）頃の様子が復元されている。校長室の備品はいなべ市立立田小学校（2017年閉校）の校長室にあった備品を移設している。
- 校長室
- 特別教室
- 職員室
- 準備室

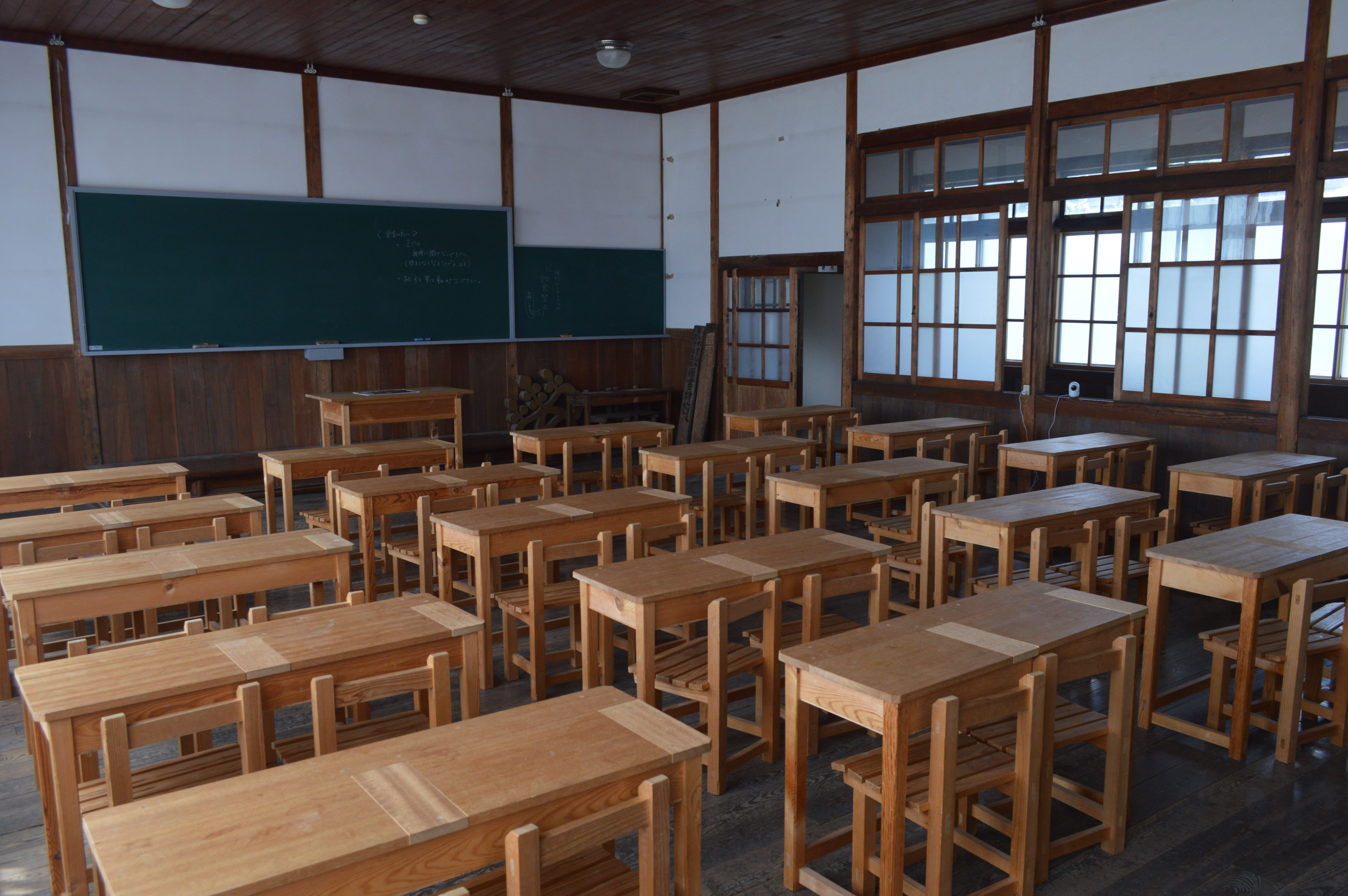
教室
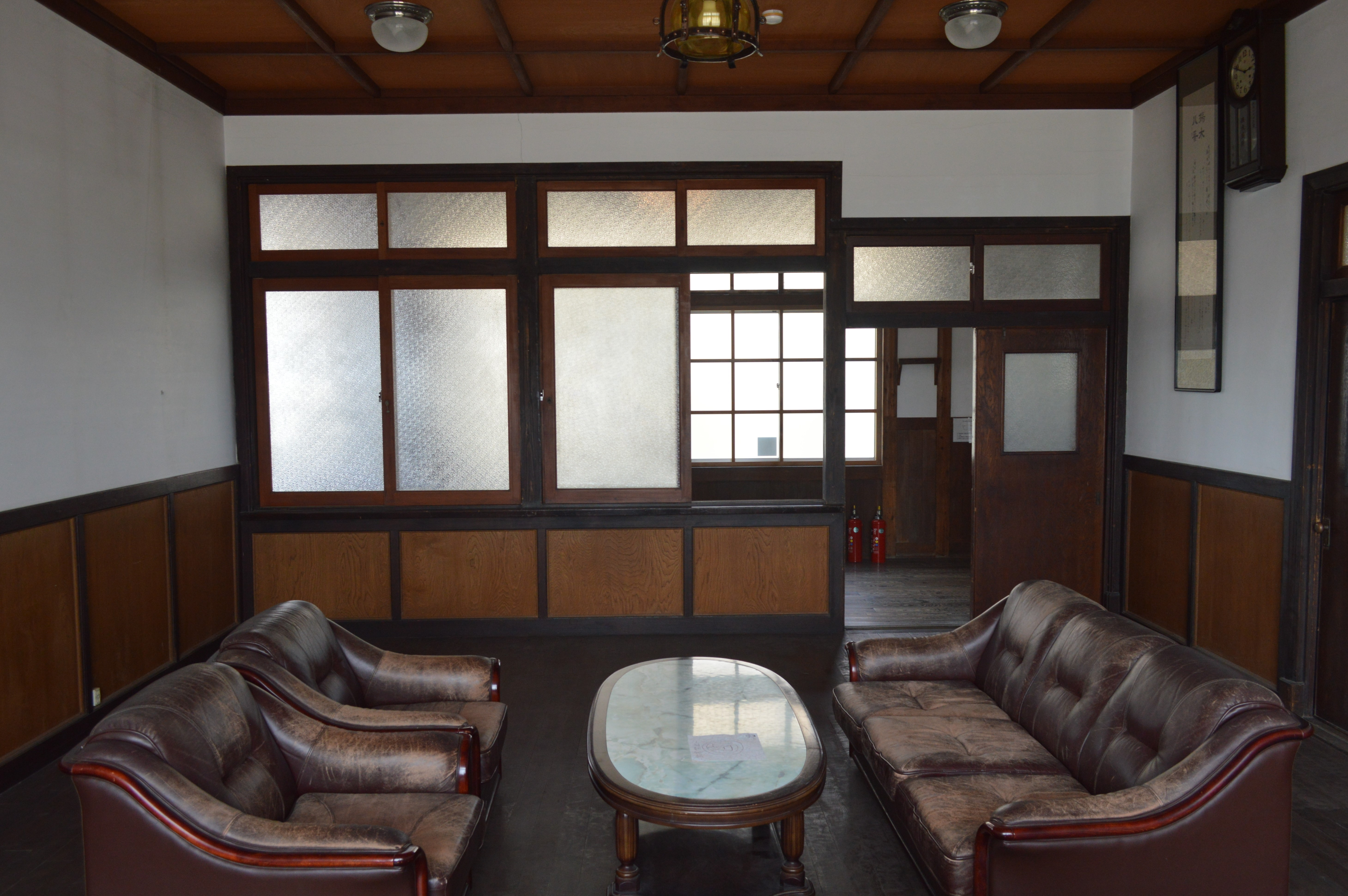
校長室
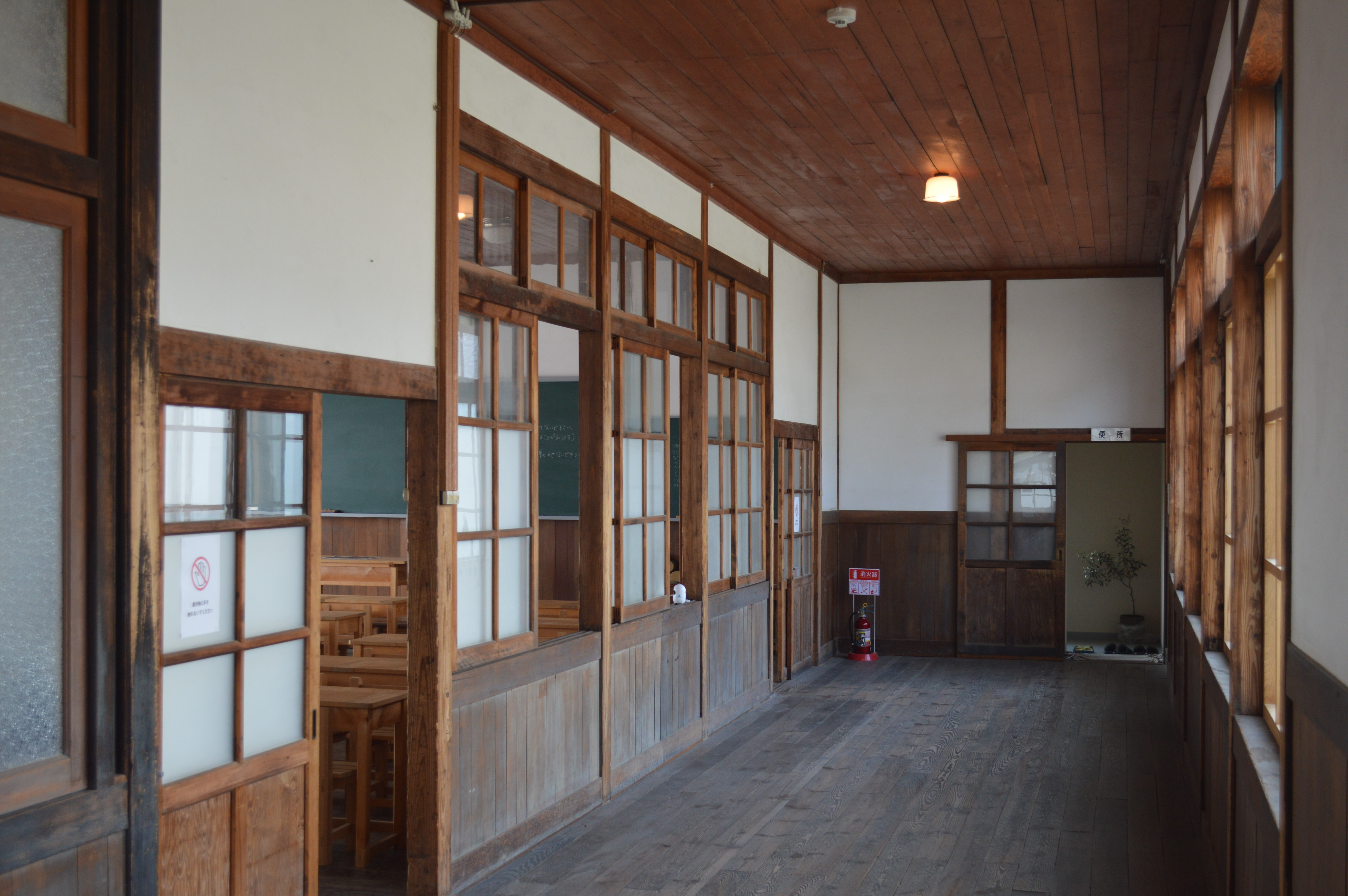
廊下
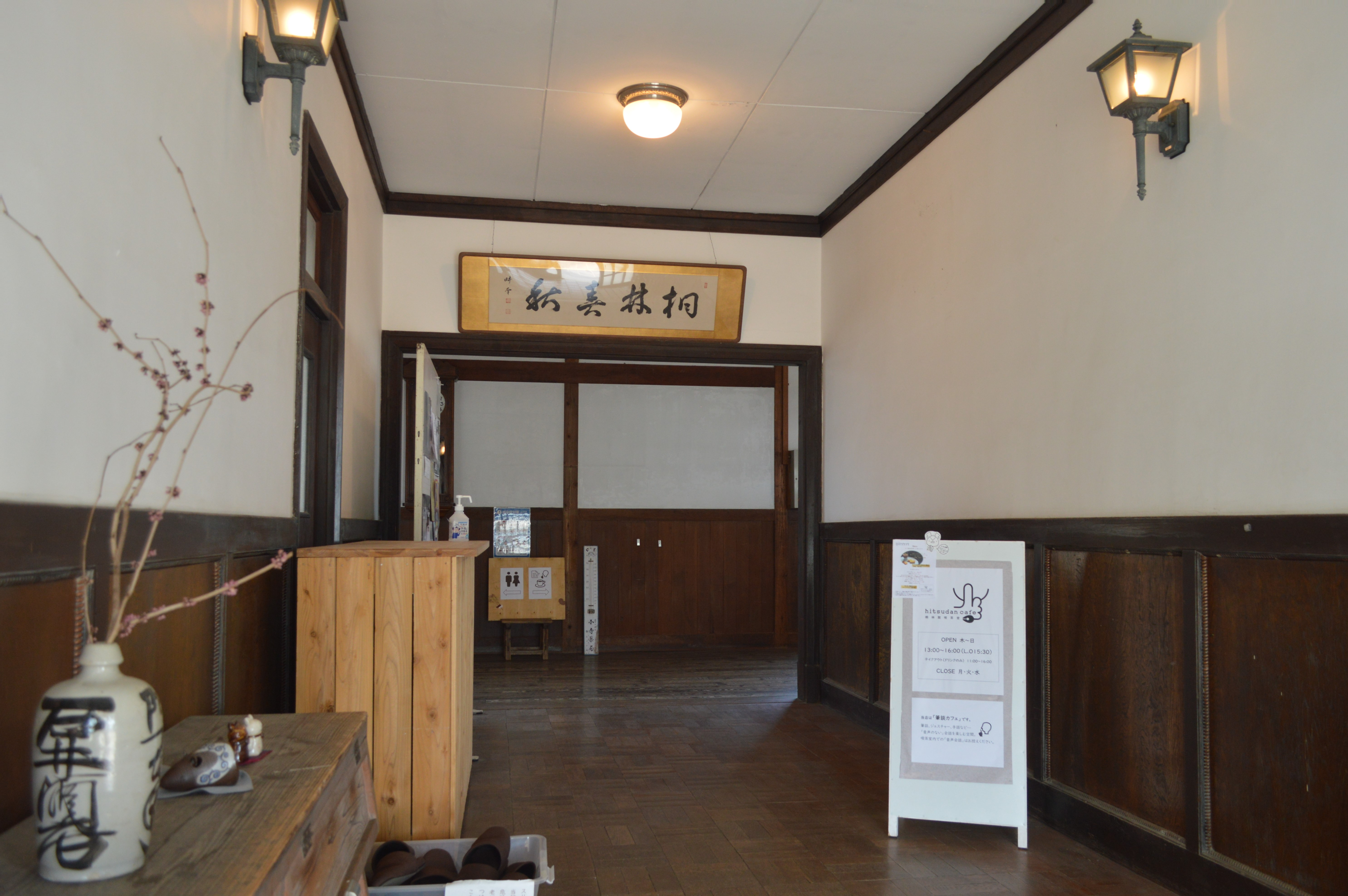
玄関
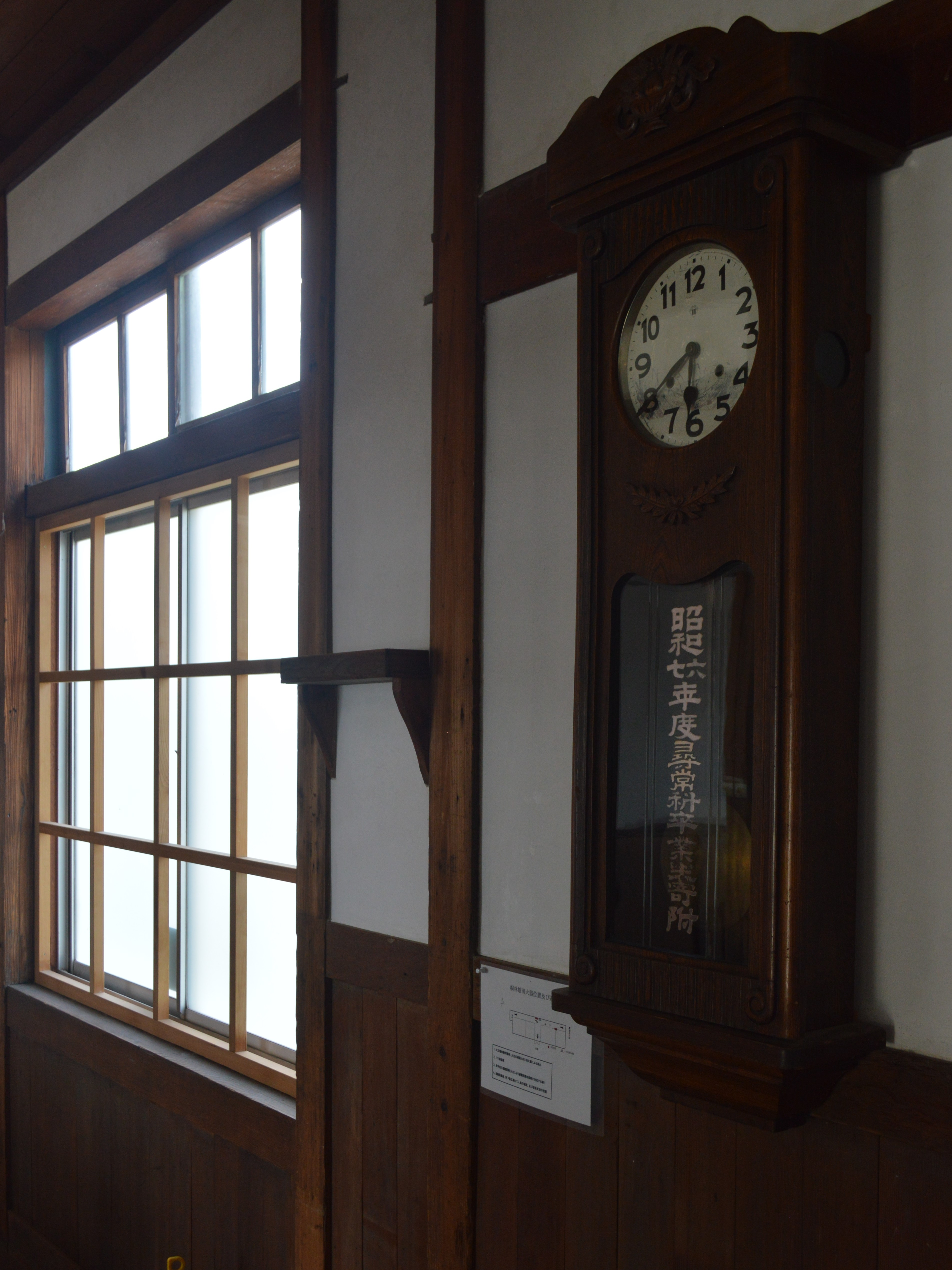
掛時計

### 校門と石柵

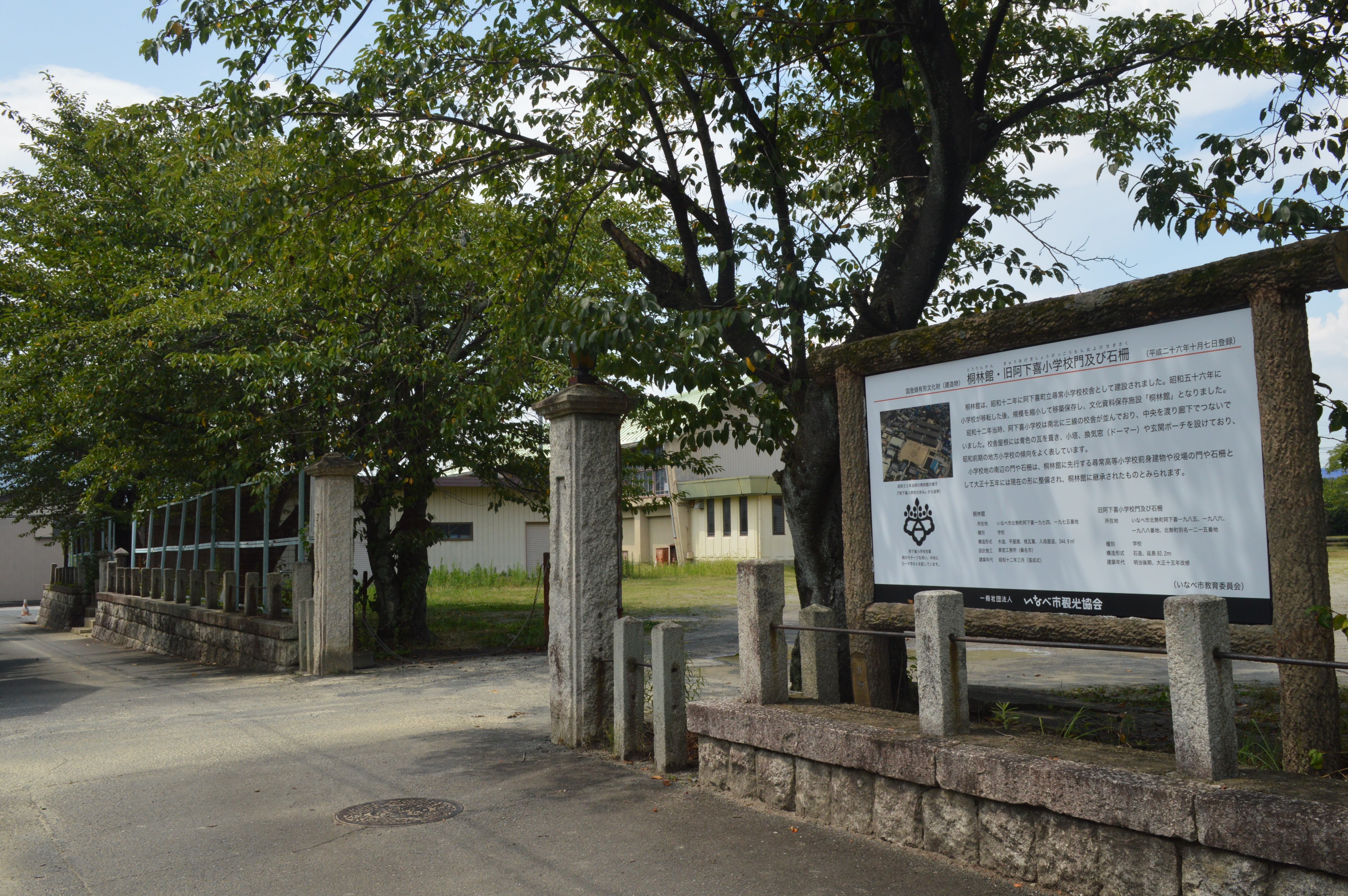
登録有形文化財の校門と石柵

敷地の南端には石造の校門と石柵があるが、これらは北町校舎より早く明治後期に完成したものである。正門は石造、花崗岩の石柱に宝形造の笠石を抱き、間口は6メートル。石柵は石造、石積基壇上に配列された石柱に鉄棒が渡されており、延長71メートル。
桐林館の玄関東側には二宮金次郎像があるが、これは1965年（昭和40年）にいなべ市立東藤原小学校（2017年閉校）に建てられた石像を移設している。

## 利用案内
- 開館時間 - 午前9時～午後5時
- 休館日 - 月曜日、火曜日
- アクセス - 三岐鉄道北勢線阿下喜駅から徒歩15分